# POU4F3
POU4F3 (англ. POU class 4 homeobox 3) – білок, який кодується однойменним геном, розташованим у людей на короткому плечі 5-ї хромосоми. Довжина поліпептидного ланцюга білка становить 338 амінокислот, а молекулярна маса — 37 052.
| 10         |  | 20         |  | 30         |  | 40         |  | 50         |
| ---------- |  | ---------- |  | ---------- |  | ---------- |  | ---------- |
| MMAMNSKQPF |  | GMHPVLQEPK |  | FSSLHSGSEA |  | MRRVCLPAPQ |  | LQGNIFGSFD |
| ESLLARAEAL |  | AAVDIVSHGK |  | NHPFKPDATY |  | HTMSSVPCTS |  | TSSTVPISHP |
| AALTSHPHHA |  | VHQGLEGDLL |  | EHISPTLSVS |  | GLGAPEHSVM |  | PAQIHPHHLG |
| AMGHLHQAMG |  | MSHPHTVAPH |  | SAMPACLSDV |  | ESDPRELEAF |  | AERFKQRRIK |
| LGVTQADVGA |  | ALANLKIPGV |  | GSLSQSTICR |  | FESLTLSHNN |  | MIALKPVLQA |
| WLEEAEAAYR |  | EKNSKPELFN |  | GSERKRKRTS |  | IAAPEKRSLE |  | AYFAIQPRPS |
| SEKIAAIAEK |  | LDLKKNVVRV |  | WFCNQRQKQK |  | RMKYSAVH   |  |            |

A: Аланін

C: Цистеїн

D: Аспарагінова кислота

E: Глутамінова кислота

F: Фенілаланін

G: Гліцин

H: Гістидин

I: Ізолейцин

K: Лізин

L: Лейцин

M: Метіонін

N: Аспарагін

P: Пролін

Q: Глутамін

R: Аргінін

S: Серин

T: Треонін

V: Валін

W: Триптофан

Кодований геном білок за функцією належить до активаторів. 
Задіяний у таких біологічних процесах, як транскрипція, регуляція транскрипції, диференціація клітин. 
Білок має сайт для зв'язування з ДНК. 
Локалізований у ядрі.